# رورباخ بای ماترسبورگ
رورباخ بای ماترسبورگ (به آلمانی: Rohrbach bei Mattersburg) یک منطقهٔ مسکونی در اتریش است که در ناحیه ماترسبورگ واقع شده‌است. رورباخ بای ماترسبورگ ۲٬۷۱۹ نفر جمعیت دارد.